# Дом Дельвига
Дом Де́львига (дом Тычинкина или дом Шишкина) — исторический дом в Центральном районе Санкт-Петербурга, объект культурного наследия регионального значения. Расположен на пересечении Загородного проспекта и Щербакова переулка (официальный адрес — Щербаков переулок, 14/1), углом выходит на Владимирскую площадь.

## История
Дом был построен в 1811—1813 годах для купца Тычинкина по проекту архитектора М. А. Овсянникова, ни разу не перестраивался, уцелел во всех войнах и остался одним из подлинных зданий городской постройки начала XIX века. Дом дважды ремонтировался — в 1961 и 1990 годах.
Антон Антонович Дельвиг (1798—1831) жил в этом доме с ноября 1829 года по 14 января 1831 года, здесь он и умер. Именно в те годы, когда Дельвиг жил здесь, он начал издание «Литературной газеты», объединившей вокруг себя пушкинский круг. Салон Дельвига, в котором бывали А. С. Пушкин, В. А. Жуковский, В. Ф. Одоевский, П. А. Плетнев, играл большую роль в культурной жизни Санкт-Петербурга.

## В перестройку

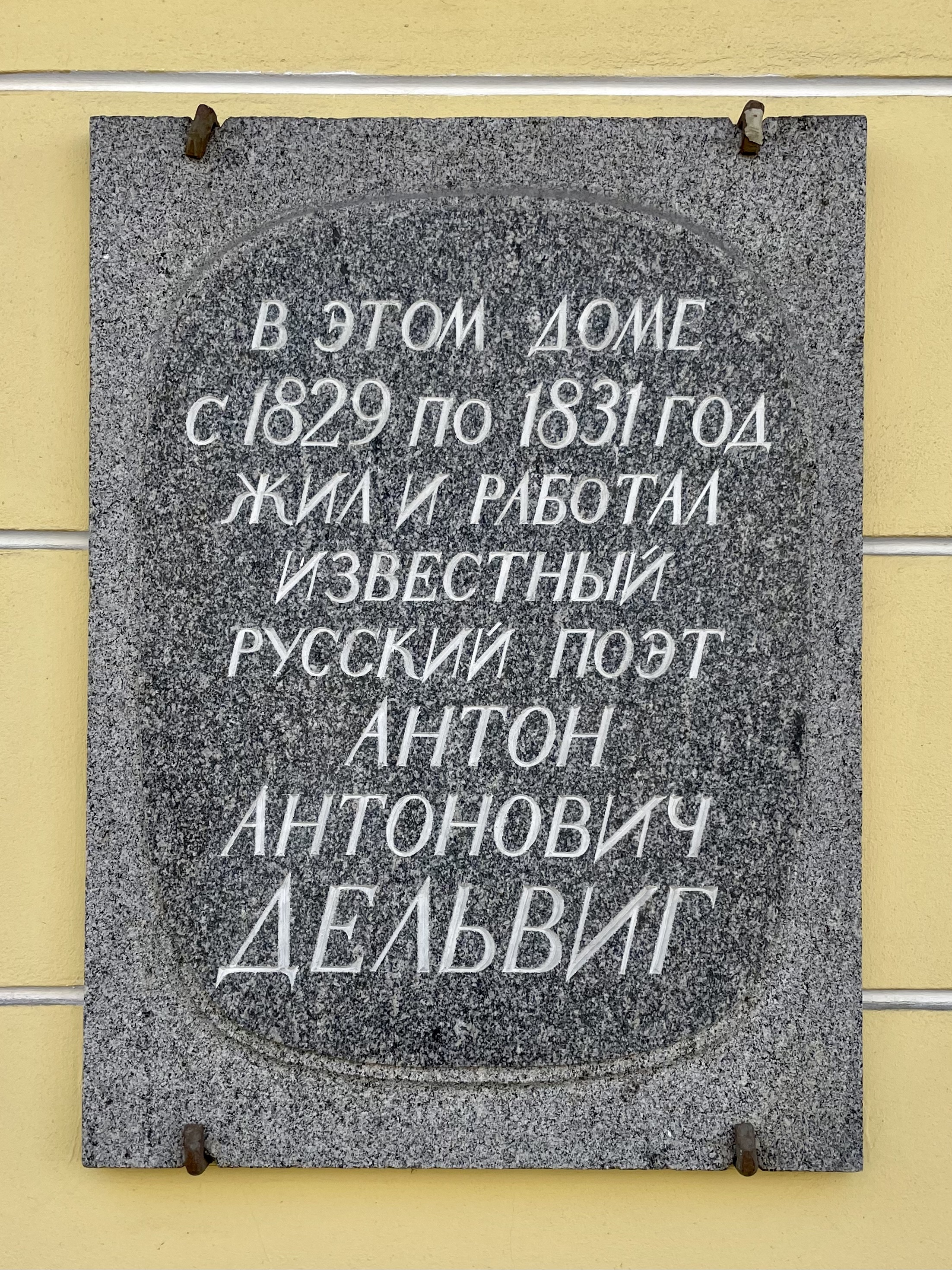
Мемориальная доска на доме

В середине 1980-х годах дом был запланирован к сносу в ходе подготовки строительства станции метро «Достоевская». Однако в 1986 году, в результате всплеска общественного возмущения — первого в перестроечном Ленинграде — «дом Дельвига» удалось отстоять. Властям пришлось отступить, и метростроители изыскали возможности построить станцию, не разрушая историческое здание.
Вот как описывает тогдашние события один из активных членов образовавшейся для сохранения памятника группы «Спасение» Алексей Ковалёв:
Кампания по защите дома Дельвига продолжалась ровно месяц. Мы сумели организовать несколько статей в газете «Смена», передачи по радио, на телевидении (в частности, популярный тогда «Телекурьер»), опубликовать письмо за подписями сотрудников Пушкинского дома в «Литературной газете» (как раз в этом доме Дельвиг основал и издавал «Литературную газету»), собрать тысячи подписей, провести контрекспертизу здания, собрать исчерпывающую информацию о проекте и состоянии дома, о его истории, наладить связь с Министерствами культуры РСФСР и СССР, и, наконец, провести 19 октября, в лицейскую годовщину, праздник-митинг на Владимирской площади, а также кампанию по отправке писем в ЦК КПСС о незаконных действиях ленинградских властей. В результате 22 октября главный архитектор города С. И. Соколов и начальник ГИОП И. П. Саутов на пресс-конференции объявили о принципиальном решении сохранить здание.

## Современность
В 2014 году дом был капитально отремонтирован без изменения внешнего облика, после чего в нём разместился бизнес-центр. После ремонта на доме вновь была установлена мемориальная доска.